# 苏庠
蘇庠（1065年—1147年），字養直，號眚翁，澶州（今河南濮陽）人。
蘇堅之子。隨父徙居丹陽（今屬江蘇）後湖，又自号后湖病民。少能詩，不事科举。蘇軾很欣賞他的《清江曲》。宋高宗绍兴年间居庐山，与徐俯同召，独不赴，隐逸以终。有《后湖词》一卷。